# اویزدتس (ناحیه ییندریخوف هرادتس)
اویزدتس (به چکی: Újezdec) یک منطقهٔ مسکونی در جمهوری چک است که در ناحیه ییندریخوف هرادتس واقع شده‌است. اویزدتس ۴٫۲۲ کیلومتر مربع مساحت و ۶۶ نفر جمعیت دارد و ۴۴۸ متر بالاتر از سطح دریا واقع شده‌است.